# Baeckea exserta
Baeckea exserta är en myrtenväxtart som beskrevs av Spencer Le Marchant Moore. Baeckea exserta ingår i släktet Baeckea och familjen myrtenväxter.
Artens utbredningsområde är Western Australia. Inga underarter finns listade i Catalogue of Life.